# San Francisco Xochicuautla
San Francisco Xochicuautla är ett samhälle i kommunen Lerma i delstaten Mexiko i Mexiko. Orten hade 3 980 invånare vid folkräkningen år 2020.